# Unión Patriótica del Kurdistán
La Unión Patriótica del Kurdistán (en kurdo:Yakêtî Nîştimanî Kurdistan) es un partido político iraquí activo en la región del Kurdistán y los territorios en disputa en Irak. La PUK describe sus objetivos como la autodeterminación , los derechos humanos , la democracia y la paz para el pueblo kurdo de Kurdistán e Irak .  La PUK está actualmente bajo el liderazgo de Bafel Talabani. Todos los presidentes de Irak bajo la Constitución de 2005 han sido de este partido.
La PUK fue fundada en 1975 por Adel Murad, Jalal Talabani, Nawshirwan Mustafa, Fuad Masum, Ali Askari y Abdul Razaq Feyli Dawood Mohammed Ali.

## Historia

#### Partido Democrático del Kusdistán (PDK)
El PUK tiene su origen político en Ibrahim Ahmad, oriundo de Sulaymaniyah. Tras el colapso de la República Kurda de Mahabad, respaldada por la Unión Soviética, en Irán a principios de 1947, Ibrahim Ahmad, anteriormente representante en Sulaymaniyah del PDK iraní (PDK-I), se unió al recién formado PDK iraquí. Ahmad era un intelectual de izquierdas muy influyente que, para 1951, había logrado aglutinar a la mayoría de los nacionalistas de izquierda kurdos iraquíes en torno al nuevo PDK iraquí, que, a su vez, aprovechó la oportunidad para convocar un segundo Congreso del Partido y elegir a Ahmad como secretario general (presidente interino).
Sin embargo, desde el comienzo en Irán, la política izquierdista de Ibrahim Ahmad, su "intelectualismo" y su apoyo a Qazi Muhammad lo enfrentaron con la facción del PDK leal a Mustafa Barzani y su base tribal tradicionalista-conservadora. Era bien sabido en los círculos nacionalistas que las relaciones entre Mustafa y Qazi no eran fáciles. A Ibrahim Ahmad pronto se le unió el prometedor intelectual y socialista Jalal Talabani. Barzani y Ahmad eran conocidos por su antipatía mutua. Pero si bien ambos deseaban reducir la influencia del otro en el PDK, también sabían que el otro era indispensable para asegurar la lealtad de sus respectivas bases.
Cuando el primer gobierno del Partido Baaz fue derrocado en un golpe de Estado liderado por Abdul Salam Arif, Mustafa desarrolló una estrecha relación con él. Mulá Mustafa firmó un acuerdo con Arif a título personal, en lugar de como presidente del PDK. Esto enfureció a Ahmad y Jalal Talabani, ya que el acuerdo omitía cualquier mención de la autoadministración, y mucho menos de la autonomía, el objetivo fundamental por el que los kurdos habían estado librando una larga guerra de guerrillas. Arif amenazó con usar la fuerza contra cualquier oponente kurdo de Mustafa, mientras que Mustafa declaró que cualquier resistencia a Bagdad constituiría una declaración de guerra contra él y los Barzani.
Ibrahim Ahmad y Jalal Talabani denunciaron esta complicidad y, según ellos, sumisión a Bagdad. Mulá Mustafá convocó a los conservadores y líderes tribales a su lado. Siguieron intensos debates y campañas, pero los argumentos de Ahmad y Talabani no lograron desbancar a Mulá Mustafá como figura popular del pueblo kurdo. Mulá Mustafá no aceptó disidencia alguna y, temiendo por sus vidas, Ahmad y sus seguidores se escabulleron una noche de una acalorada discusión con Mulá Mustafá y se retiraron a su bastión en Mawat, Irak.
En el Sexto Congreso del Partido del PDK, celebrado en julio de 1964, representantes de la facción Ahmad-Talabani fueron arrestados a su llegada. Unos días después, Mulá Mustafá envió a su hijo, Idris Barzani, con una gran fuerza para exiliar a Ahmad, Talabani y sus aproximadamente 4.000 seguidores en Irán. Con esto, Mulá Mustafá finalmente logró el control indiscutible del PDK.

### Conflictos
Durante la guerra entre Irán e Irak, la PUK entró en hostilidades con el kurdo iraní Sipay Rizgari, oponiéndose a él debido a sus estrechos vínculos con las autoridades iraquíes contra las que luchaba. La PUK hostigó a las tropas de Sipay Rizgari y, en gran medida, cortó sus líneas de suministro.
Desde la primera guerra del Golfo, la UPK ha administrado conjuntamente la región del Kurdistán con el Partido Democrático del Kurdistán (PDK). Sin embargo, en 1994, las partes se vieron envueltas en un conflicto de tres años, conocido como la Guerra Civil Kurda Iraquí. El conflicto concluyó con la mediación estadounidense y finalmente se logró la reconciliación. En septiembre de 2001, el grupo islamista Jund al-Islam (Ejército del Islam) masacró a 43 miembros de la PUK.
Originalmente un partido de centroizquierda opuesto al tribalismo conservador del Partido Democrático del Kurdistán (PDU), el PUK se convirtió en un vehículo igualmente tribalista para las ambiciones políticas de Jalal Talabani y su familia. En 2009, el influyente político del PUK, Nawshirwan Mustafa, abandonó el partido, frustrado por el tribalismo generalizado y la corrupción interna. Fundó el Movimiento Gorran, que a su vez se presentó como una alternativa a la política corrupta del PUK y el KDP.
Después de que el fundador y líder del PUK, Jalal Talabani, muriera en 2017, se encendió una lucha por el liderazgo del partido entre el hijo de Jalal, Bafel Talabani, y el entonces copresidente Lahur Sheikh Jangi. En el cuarto congreso del PUK en diciembre de 2019, Sheikh Jangi recibió la mayoría de los votos para el Consejo de Liderazgo General. En un compromiso, él y Bafel fueron proclamados copresidentes. En julio de 2021, Bafel cerró un medio de comunicación cercano a Sheikh Jangi y expulsó a varios comandantes importantes de las unidades antiterroristas y de inteligencia del PUK, que eran vistos como afiliados a él. Poco después, Bafel fue declarado líder único del partido. En noviembre, Lahur Sheikh Jangi fue expulsado del PUK junto con algunos otros y Bafel tomó el control total de las finanzas del partido. Sheikh Jangi presentó una demanda contra la expulsión. En febrero de 2023, un tribunal de Erbil dictaminó que la destitución de la copresidencia contradecía el reglamento interno de la PUK y lo restituyó. Sin embargo, un día después, el 21 de febrero, la autoridad judicial encargada de las elecciones iraquíes en Bagdad declaró a Bafel Talabani líder único de la UPK.
Después de eso, el jeque Jangi procedió a trabajar en la fundación de su propio partido.  Su nuevo partido, el Frente Popular, recibió su licencia del Ministerio del Interior el 17 de enero de 2024  y se le unieron varios exmiembros de la PUK del ala de Lahur.

### Estructura
Los copresidentes son elegidos por el Consejo de Liderazgo General. La PUK tiene 36 sucursales en todo el Kurdistán iraquí y sus miembros provienen de una amplia muestra representativa de la sociedad kurda. La membresía de la PUK, según las estadísticas compiladas en septiembre de 1998, asciende a 800.280 miembros y asociados. La PUK participó en las elecciones de 1992 para la Asamblea Nacional del Kurdistán, y la lista del partido obtuvo 423.682 votos del total de 957.469 votos válidos emitidos, lo que le dio a la PUK una mayoría contundente en tres de las cuatro provincias de la región del Kurdistán. La PUK es miembro de la Internacional Socialista. Kosrat Rasul Ali fue elegido líder del Consejo Político Supremo en el congreso del partido en diciembre de 2019 y Lahur Talabany y Bafel Talabany fueron elegidos copresidentes en febrero de 2020 para dirigir el partido

## Resultados Electorales

### Consejo de Representantes de Irak
| Año  | Votos     | %     | Diputados | Notas                                                 |
| ---- | --------- | ----- | --------- | ----------------------------------------------------- |
| 2010 | 1.681.714 | 14.59 | 17/329    | Dentro de la coalición llamada Lista de Kurdistán     |
| 2014 | 789.519   | 6.07  | 19/329    |                                                       |
| 2018 | 616.232   | 5.93  | 18/329    |                                                       |
| 2021 | 368.226   | 4.16  | 17/329    | Dentro de la coalición llamada Coalición de Kurdistán |